# Алем-и нисван
«Але́м-и нисва́н» (крым. Alem-i Nisvan, Алем-и Нисван, عالم نسوان‎, рус. «Женский мир») — первый в мире тюрко-мусульманский женский журнал. Печатался в Крыму с 1906 по 1912 год на крымскотатарском языке с использованием арабского алфавита. Главный редактор — Шефика Гаспринская.

## История
Идея издания женского мусульманского журнала возникла у Исмаила Гаспринского, крымскотатарского издателя рубежа XIX—XX века, с подачи его жены, Зехры Акчуриной-Гаспринской. Женский вопрос периодически поднимался на страницах основной газеты Гаспринского «Терджиман» (рус. «Переводчик»), и в результате потребовал отдельного издания.
Первую попытку создать женский журнал «Тербие» (рус. «Воспитание») Акчурина-Гаспринская предприняла в 1887 году, затем в 1891 году сам Гаспринский просил позволения выпускать два раза в месяц приложение к газете «Кадын» (рус. «Женщина»), однако просьбы не получили поддержки со стороны властей Российской империи. Но после либерализации в 1905 году законодательства новый журнал состоялся.
Целью журнала ставилось просвещение женщин-мусульманок: ликвидация неграмотности, повышение культурного уровня и обучение законам шариата. На пост редактора нового издания Гаспринский выбрал свою дочь Шефику, оставив себе роль редактора-издателя.
Из анонса издания, напечатанного в газете, следовало, что в журнале публиковались как религиозные тексты о правах женщин в шариате, так и светские наставления о гигиене, домашнем труде, рукоделии. Был раздел, посвящённый науке и литературе. Чисто развлекательных, праздных разделов предусмотрено не было, из занимательного чтения мусульманкам предлагались биографии знаменитых женщин, рассказы о других странах, страницы художественной литературы и писем.
Журнал издавался как бесплатное еженедельное приложение к газете «Терджиман». Первый номер вышел в Бахчисарае 3 марта 1906 года. До перерыва в 1908—1909 годах журнал был самостоятельным изданием, после возобновления публикации в 1910 году его материалы размещались на страницах газеты «Терджиман».
Последний номер журнала вышел в 1911 году.

## Память и наследие
В 2011 году в Крымском инженерно-педагогическом университете прошла научная конференция, приуроченная к 105-й годовщине создания журнала. Преемником журнала считает себя современный крымский женский журнал «Арзы» («Мечта»).